# Mezza spada

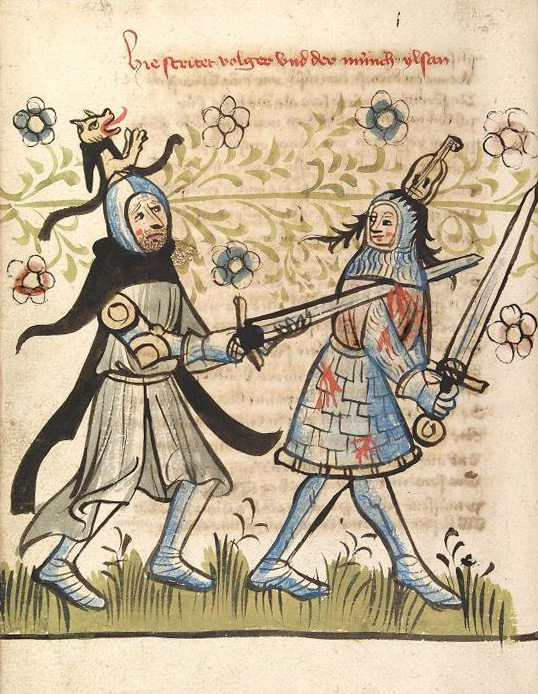
Manovra a mezza spada nel duello tra Islan il Monaco e Volker il menestrello – Der Rosengarten zu Worms in (CPG 359, fol. 46v), ca. 1418

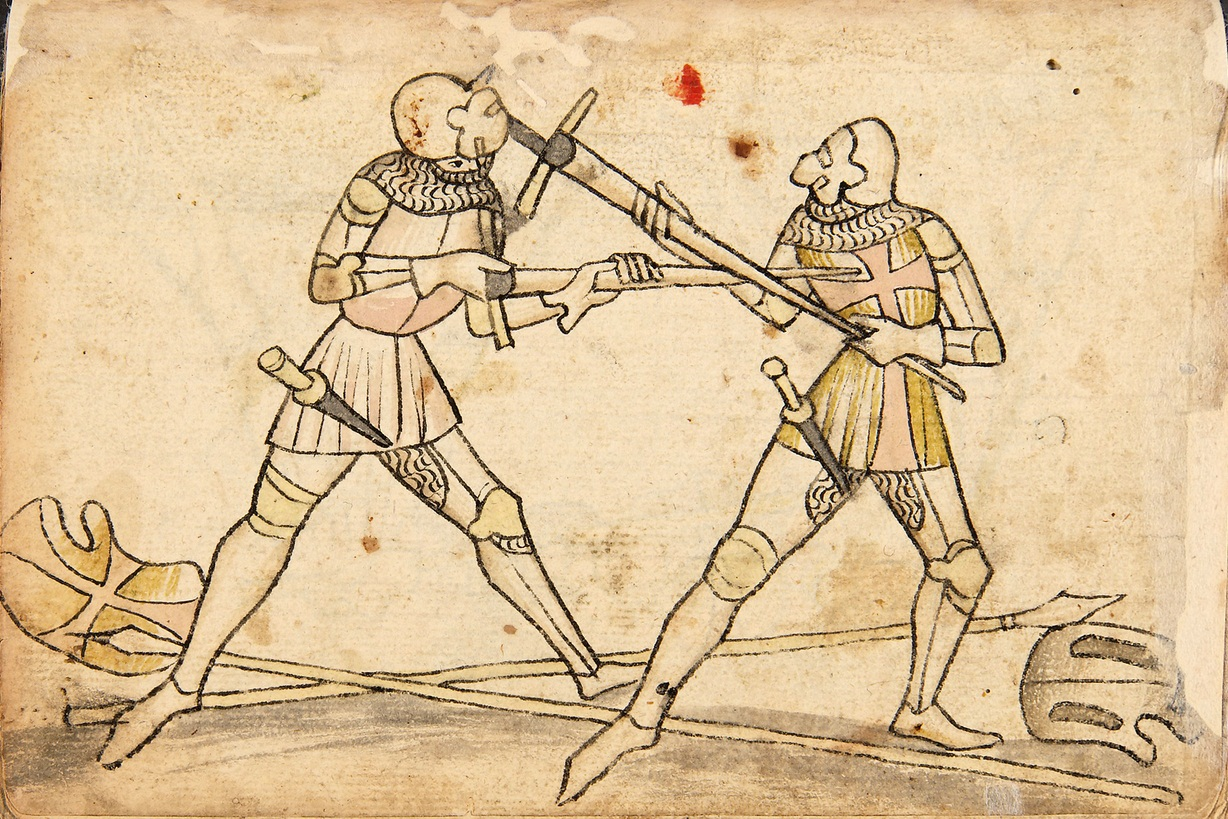
Manovra a mezza spada contro un attacco a manovra Mordhau - Codex Wallerstein (Plate 214)

Con mezza spada, nella scherma tradizionale, si indica la prassi, per uno schermidore, di impugnare con la mano secondaria la lama della spada a due mani, in modo da esercitare un maggior controllo sui colpi rivolti contro l'avversario, operando ad una distanza ridotta. Il termine deriva dal tedesco Halbschwert, vocabolo utilizzato per indicare la presa necessaria alle manovre mit dem kurzen Schwert ("con la spada accorciata").
Le manovre a mezza spada sono presenti nel bagaglio tecnico di buona parte delle scuole di scherma tradizionale note: italiana, tedesca e inglese.

## Descrizione
La trattatistica italiana del XV secolo sulla scherma abbonda di riferimenti all'utilità di manovre a distanza ravvicinata per migliorare l'efficacia dei colpi portati contro un guerriero protetto dall'armatura a piastre tipica dell'uomo d'armi tardo-medievale. Nel confronto con un simile avversario, i colpi risolutivi risultavano essere fendenti ben mirati e molto potenti portati alle parti più vulnerabili: le giunture articolari della corazza deputata a proteggere gli arti e la gola, protetta dalla gorgiera. Meglio ancora se questi colpi fossero stati utilizzati per spacciare un avversario costretto a terra.
La pratica delle manovre a mezza spada, caratteristica della Scherma tradizionale Italiana insegnata dal maestro Fiore dei Liberi (prima metà del XV secolo) e dal maestro Filippo Vadi, si suppone possa aver portato ad una modifica nella linea delle spade a due mani. Per facilitare la presa sulla lama, si aumentarono le dimensioni del ricasso. Questa soluzione arrivò alla sua piena maturità con gli spadoni a due mani, dotati di un lungo ricasso, spesso coperto da una manica in cuoio, chiuso tra la crociera ed i bracci d'arresto. In altri casi, spade di dimensioni consuete iniziarono ad essere prodotte con lama affilata solo dalla metà superiore (il "debole"), come suggerito dal maestro Vadi nel suo trattato De arte gladiatoria dimicandi.

### Fonti
- Fiore dei Liberi, Flos Duellatorum, prima metà del XV secolo.
- Filippo Vadi, De arte gladiatoria dimicandi, seconda metà del XV secolo.

### Studi
- Carlo Bascetta (a cura di), Sport e Giuochi, trattati scritti dal XV al XVIII secolo, Il Polifilo editore, Milano 1978, ISBN 88-7050-122-1.
- Marco Rubboli e Luca Cesari (a cura di), Filippo Vadi. L'arte cavalleresca del combattimento, Il Cerchio editore (collana Gli Archi), ISBN 88-8474-079-7.